# Sustancia innominada
La sustancia innominada, también sustancia innominada de Meynert —substantia innominata en latín— es una serie de capas del cerebro humano compuestas en parte de materia gris y en parte de materia blanca, que se encuentra debajo de la parte anterior del tálamo y del núcleo lentiforme. Se incluye como parte de la sustancia perforada anterior —llamada así por su apariencia—. Forma parte de las estructuras basales del cerebro anterior e incluye el núcleo basal. Una parte de la sustancia innominada, por debajo del globo pálido, se considera parte de la amígdala extendida.

## Capas

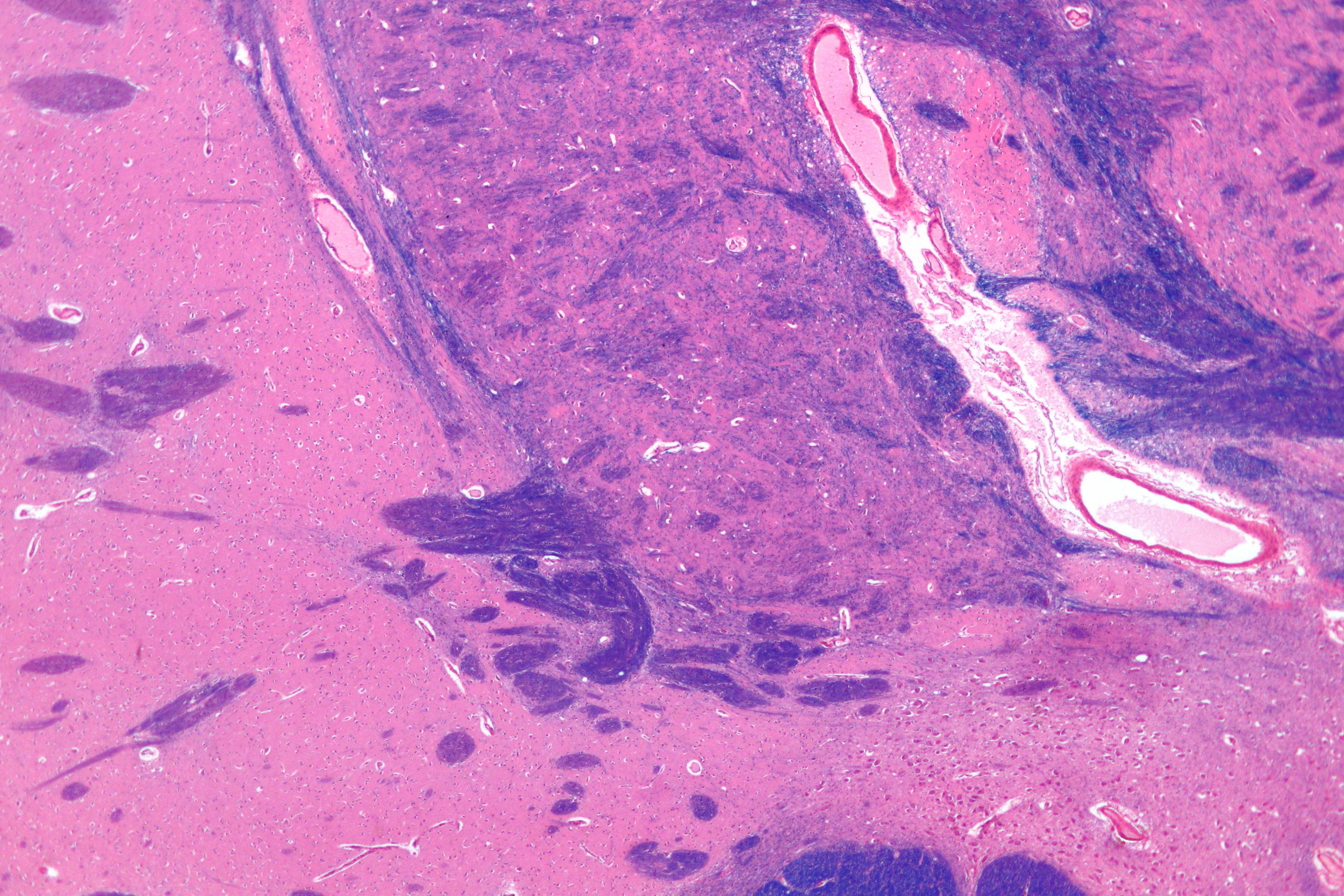
Micrografía que muestra la sustancia innominada (abajo), globo pálido (arriba a la derecha), putamen (arriba a la izquierda). Tinción LFB-HE.

Consta de tres capas, superior, media e inferior.
- La capa superior se denomina ansa lenticularis, y sus fibras, derivadas de la lámina medular del núcleo lenticular, discurren medialmente para terminar en el tálamo y la región subtalámica, mientras que se dice que otras terminan en el tegmento y el núcleo rojo.
- La capa intermedia consta de células nerviosas y fibras nerviosas; las fibras entran desde el lóbulo parietal a través de la cápsula externa, mientras que otras se dice que lo conectan con el fascículo longitudinal medial.
- La capa inferior forma la parte principal del tallo inferior del tálamo y conecta este cuerpo con el lóbulo temporal y la ínsula.

## Sistema estriatopalidal
A finales del siglo XX, tras la mejora de la obtención de imágenes mediante la tinción, se reclasificó como parte del sistema estriato palidal, que está formado por el estriado dorsal y el pallidum dorsal, y el estriado ventral y el pallidum ventral.